# Det är folkets tur nu
Det är folkets tur nu är en vänsterpolitisk sammanslutning inom Europeiska unionen bildad i april 2018. Den består av vänsterpopulistiska partier som tagit avstånd från Europeiska vänsterpartiet, samt partier ur Nordisk grön vänster. Sammanslutningens samtliga Europaparlamentsledamöter är medlemmar av gruppen GUE/NGL.

## Medlemspartier
| Parti | Parti               | Parti | Land      | Europaparlamentet | Nationella parlament |
| ----- | ------------------- | ----- | --------- | ----------------- | -------------------- |
|       | Bloco de Esquerda   | BE    | Portugal  | 2 / 21            | 19 / 230             |
|       | Podemos             | Pod   | Spanien   | 3 / 54            | 43 / 350 16 / 265    |
|       | La France Insoumise | FI    | Frankrike | 6 / 74            | 17 / 577 1 / 348     |
|       | Enhedslistan        | Ø     | Danmark   | 1 / 13            | 14 / 179             |
|       | Vänsterförbundet    | VF    | Finland   | 1 / 13            | 12 / 200             |
|       | Vänsterpartiet      | V     | Sverige   | 1 / 20            | 28 / 349             |